# Łutynowo
Łutynowo (deutsch Lautens) ist ein Dorf in der polnischen Woiwodschaft Ermland-Masuren. Es gehört zur Gmina Olsztynek (Stadt- und Landgemeinde Hohenstein i. Ostpr.) im Powiat Olsztyński (Kreis Allenstein).

## Geographische Lage
Łutynowo liegt am Westufer des Jezioro Łutynowo im Südwesten der Woiwodschaft Ermland-Masuren, 30 Kilometer südöstlich der früheren Kreisstadt Osterode in Ostpreußen (polnisch Ostróda) bzw. 26 Kilometer südwestlich der heutigen Kreismetropole und Woiwodschaftshauptstadt Olsztyn (deutsch Allenstein).

## Geschichte
Erstmals erwähnt wurde das Dorf Lutens im Jahre 1401 und nach 1410 Lautens genannt. 1874 kam die Landgemeinde Lautens zum neu errichteten Amtsbezirk Hohenstein i. Ostpr.-Land (polnisch Olsztynek) im Kreis Osterode in Ostpreußen. 230 Einwohner waren 1910 in Lautens gemeldet.
Aufgrund der Bestimmungen des Versailler Vertrags stimmte die Bevölkerung in den Volksabstimmungen in Ost- und Westpreußen am 11. Juli 1920 über die weitere staatliche Zugehörigkeit zu Ostpreußen (und damit zu Deutschland) oder den Anschluss an Polen ab. In Lautens stimmten 160 Einwohner für den Verbleib bei Ostpreußen, auf Polen entfielen keine Stimmen.
Am 30. September 1928 vergrößerte sich die Landgemeinde Lautens, als der benachbarte Gutsbezirk Wenigsee (polnisch Łutynówko) eingemeindet wurde. Die Einwohnerzahl der „neuen“ Landgemeinde Lautens belief sich 1933 auf 293 und 1939 auf 306.
1945 wurde das gesamte südliche Ostpreußen in Kriegsfolge an Polen überstellt. Lautens erhielt die polnische Namensform „Łutynowo“ und ist heute mit dem Sitz eines Schulzenamts (polnisch Sołectwo) eine Ortschaft im Verbund der Stadt- und Landgemeinde Olszytnek (Hohenstein i. Ostpr.) im Powiat Olsztyński (Kreis Allenstein), bis 1998 der Woiwodschaft Olsztyn, seither der Woiwodschaft Ermland-Masuren mit der Hauptstadt Olsztyn (Allenstein) zugehörig. Am 26. Oktober 2020 zählte Łutynowo 161 Einwohner.

## Kirche
Bis 1945 war Lautens in die evangelische Pfarrkirche Hohenstein (Ostpreußen) in der Kirchenprovinz Ostpreußen der Kirche der Altpreußischen Union, außerdem in die römisch-katholische Kirche der Stadt Hohenstein im Bistum Ermland eingepfarrt.
Heute gehört Łutynowo kirchlicherseits zu Olsztynek: zur katholischen Stadtkirche im Dekanat Olsztynek im Erzbistum Ermland sowie zur evangelischen Kirchengemeinde der Stadt, einer Filialgemeinde von Olsztyn in der Diözese Masuren der Evangelisch-Augsburgischen Kirche in Polen.

## Verkehr
Łutynowo liegt an einer Nebenstraße, die von Olsztynek (Hohenstein i.Ostpr.) über Łutynówko (Wenigsee) und Nadrowo (Nadrau) bis nach Waplewo (Waplitz) führt. Eine Anbindung an den Bahnverkehr besteht nicht.